# غلين بيشوب
غلين بيشوب (25 فبراير 1960 بأديلايد في أستراليا - )  (بالإنجليزية: Glenn Bishop)‏ هو لاعب كريكت أسترالي. شارك مع منتخب أستراليا الوطني للكريكت. أما مع النوادي، فقد لعب مع فريق جنوب أستراليا للكريكت ‏.

## وصلات خارجية
- غلين بيشوب على موقع إي آس بي آن كريك إنفو (الإنجليزية)